# 周为宪
周为宪，号景尹，广东潮阳人，是一名清朝政治人物。
周为宪曾于1799年接替李擎任金山县知县一职，1800年由钟麟接任。嘉慶十二年，接替靳文鈞。署任江蘇荆溪縣知縣，后死於任上。